# مذبحة سيميرنو
مذبحة سيميرنو تشير إلى مذبحة الصرب في قرية سيميرنو في بلدية إيلياش بالقرب من سراييفو في 10 يونيو 1992 خلال حرب البوسنة والهرسك.

## الخلفية
تفيد بعض المصادر أن الهجوم نفذه عناصر من اللواء 304 الجبلي التابع لجيش جمهورية البوسنة والهرسك من بريزا وكان يقودها في وقت الحرب رئيس بلدية بلدية سالكو أوباتشين رئيس قسم الشرطة ميهو كوليتش وآخرون. من الأسباب المزعومة للمذبحة وفقا للمصادر البوسنية أن القرية كانت المكان الذي قصفت منه بلدة بريزا بالمدفعية ولكن في الوقت نفسه كان يسكن سيميرنو من قبل المدنيين.

## التحقيق
بعد الحادث مباشرة سجل التلفزيون البريطاني شهادة أحد الناجين. وبحسب شهادته فإن الهجوم نفذه الكروات بينما ذكر شاهد عيان آخر فيما بعد البوسنيين الذين ثبت لاحقا أنهم أكثر دقة من التقرير الأول. على الرغم من أن التقارير اللاحقة نسبتها إلى جيش البوسنة والهرسك و«القوات المسلحة المسلمة» فإن لائحة الاتهام الأصلية المقدمة في 17 يوليو 1992 تشير إلى ستة أفراد كرواتيين. كما نُشرت لوائح الاتهام على الفور في وسائل الإعلام الصربية. تعثر التحقيق وفشلت محاولة استعادتهم في عام 2005 من قبل وسيلة إعلامية.
بحلول عام 2007 ادعى المدعي العام لمقاطعة إستونو سراييفو أن الشرطة قدمت تقرير كامل في عام 2006 وأن تحقيقاتها كانت قد اكتملت. وذكر تقرير إخباري آخر أن أسير حرب مسلم (تم أسره لاحقا في الحرب) اعترف بالمشاركة في القتل وذكر أسماء عدة آخرين.
وفقا لمعلومات إعلامية مختلفة إما 29 أو 31 أو 32 تتضمن الأدلة على مقتل الصرب العسكريين والمدنيين تسجيل فيديو تم تصويره في موقع الجريمة والذي يحتوي على شهادة بيتار راشيفيتش وأحد أفراد عائلة تريفكوفيتش على قيد الحياة. وبحسب التقارير الأولية كان من بين القتلى 7 أطفال.
تعرضت المنازل والعقارات والممتلكات الأخرى للنهب والحرق. تمكن ثلاثة قرويين سمعوا الهجوم وصرخات الضحايا من الفرار من منازلهم. تضمنت التقارير الإعلامية أسماء امرأتين كبيرتين على الأقل عُثر على جثتيهما محترقة.
ذكرت وسائل إعلام جمهورية صرب البوسنة أن الجيش البوسني سرق 1500 رأس من الأغنام و 100 رأس من الماشية. صرحت وزارة الشؤون الداخلية لجمهورية صرب البوسنة أن 15 جندي (3 في القيادة و 12 من الجناة) متورطون في المذبحة.

## المقابر الجماعية
في عام 1999 استخرجت لجنة جمهورية صرب البوسنة للبحث عن المفقودين رفات 30 جثة من مقبرة جماعية في سيميرنو. مع إحراق البعض صرح رئيس فريق العمليات باللجنة سلوبودان سكربا أنه لن يتم العثور على جميع الجثث. أظهر تحليل الطب الشرعي للضحايا المستخرجين أنهم قُتلوا بعنف بأشياء ثقيلة في الغالب. ووفقا لرغبة العائلات تم إعادة دفن الرفات في المقبرة العسكرية في سوكولاك.
في عام 2009 ذكر سكربا أنه تم استخراج 49 جثة صربية في منطقة سيميرنو بالكامل.
لم يتم إعادة بناء أي من المنازل التي دمرت في الهجوم وأصبحت سيميرنو الآن غير مأهولة. في 22 سبتمبر 2007 كشف ممثلو منظمة أسر الأسرى والمقتولين من شرق سراييفو النقاب عن نصب تذكاري للضحايا في سيميرنو.

## جرائم الحرب
في ديسمبر 2017 تم اتهام 11 عنصر سابق في الجيش البوسني بالتورط في المجزرة. وقالت النيابة إن المعتقلين يشتبه بارتكابهم جرائم حرب ضد المدنيين وأسرى الحرب وقتل وجرح مقاتلين أعداء وانتهاكات لقوانين وأعراف الحرب. مضيفا أن الجريمة في سيميرنو كانت من أسوأ الجرائم في منطقة سراييفو بأكملها.